# Cocofunka
Cocofunka es una banda costarricense alternativa que fusiona el indie, el rock, el reggae, el funk y diversos ritmos latinos. Fue fundada en el año 2008 y actualmente está compuesta por el cantante Javier Arce, el teclista Gustavo Gutiérrez, el guitarrista Nacho Páez, y el bajista Reynaldo Escobedo.
Partiendo de la idea de innovar y mezclar géneros y estilos para obtener un sonido más fresco y diferente, se integran a la escena musical costarricense con una mezcla de música característica por su fusión de géneros, la energía de las presentaciones en vivo y la conexión con su público.

## EP y Suele Suceder(2009-2010)
El año 2009 es fundamental para el desarrollo de la agrupación, lanzando su primera producción discográfica EP (Ep) en el mes de marzo [1], el cual logró agotar todas las copias de su producción y abarrotar cada una de sus presentaciones de la gira promocional del disco. La banda de fusión fue reconocida según artículos de la página oficial de la emisora costarricense 979 como la banda revelación durante dos semanas.
Unos meses más tarde la agrupación lanza su primer sencillo La Criminal que ingresó a la programación regular de la estación 979 y unas semanas más tarde logró colocarse en la posición número uno de las 10 canciones más pedidas. [2] Archivado el 22 de enero de 2010 en Wayback Machine..
En el mes de agosto del 2009 la agrupación lanzó su primer videoclip, que se desprende del sencillo “La Criminal”, dirigido por Nicolás Wong, el cual logró entrar a la programación de los principales canales que transmiten música en Costa Rica [3]. Además de esto, la producción de este video fue elogiada por los principales críticos del audiovisual costarricense.
Para terminar el 2009 Cocofunka abrió el concierto del 8% del PIB para la educación organizado por la Universidad de Costa Rica donde compartió escenario con las populares bandas colombianas Aterciopelados y Doctor Krápula, además de otros artistas costarricenses, en un concierto donde asistieron 18.000 personas. [4].
En febrero del 2010 Cocofunka participó en el proyecto formulado por el Sistema Nacional de Bibliotecas costarricense y la agencia de publicidad JWT llamado La banda sonora de una película que jamás vas a ver con la canción “Suele suceder”, inspirada en la novela "El Emperador Tertuliano y la legión de los Superlimpios", la cual logró ingresar en la programación regular de las radios juveniles más importantes de Costa Rica como los 40 principales, 911 y 97.9, alcanzando en esta última la posición número 1 del top 10 durante 6 semanas consecutivas. [5].
En mayo del 2010 su primera producción discográfica “EP” fue nominada en la VIII entrega de los premios de la Asociación de Compositores y Autores Musicales (ACAM) en la categoría “Mejor Ep Rock”. [6] Archivado el 5 de julio de 2010 en Wayback Machine..

## Elevarse(2010)
En junio del 2010 inician la grabación de su primer álbum largo con el productor chileno Autómata y su estudio ubicado en San José. Apostando a técnicas de grabación en simultáneo y la utilización de la mayor cantidad de recursos análogos la banda prepara un disco con 15 canciones titulado 'Elevarse'.
En setiembre del 2010 la banda compone la canción titulada Hombre de guerra para ser el soundtrack del proyecto A Nation For Peace, que logró que Costa Rica fuera el segundo país del mundo con más firmas aportadas en la entrega de un documento por el desarme mundial a la ONU en octubre del 2010 presentado por Ela Gandhi nieta de Mahatma Gandhi. La canción fue incluida como bonus track en el disco 'elevarse'.
La banda presentó el disco el 1 y 2.º de octubre del 2010, con dos llenos totales que llegaron a convocar juntos a 1700 personas. El disco recibió buenas críticas y gozó de gran promoción en los medios costarricenses. [7][8]
El primer sencillo sacado de este disco fue la canción "Elevarse", la cual logró entrar en la programación regular de las radios juveniles más populares. El videoclip fue dirigido por Nicolás Wong y Alexandra Latishev, en el cual se observa a los integrantes corriendo por las calles de San José.
Durante el 2011, la banda realiza 56 conciertos a lo largo del país. Son parte de conciertos masivos como la inauguración del Estadio Nacional, Festival Transitarte, Expo PZ, Semana de Bienvenida de la UCR y logran convocar tres llenos totales en las instalaciones del Ministerio de Cultura, el CENAC. En julio, son teloneros de la banda argentina Los Cafres.
En mayo del 2011 “Elevarse” es nominado en la IX entrega de los premios de la Asociación de Compositores y Autores Musicales ACAM en la categoría “Mejor Lp Fusión”.

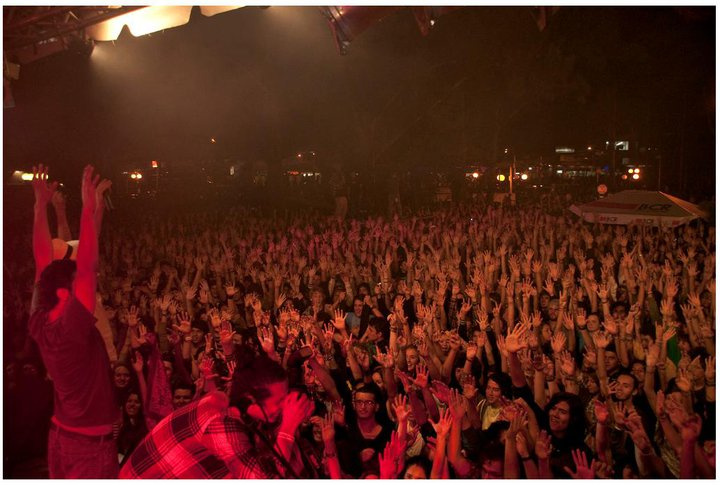
Concierto en la Semana de Bienvenida 2011 en la Universidad de Costa Rica.

Durante el año liberan dos videoclips más del disco "Elevarse" junto a Nicolás Wong. El primero de ellos se titula "Vida Moderna", y fue lanzado en mayo. "Positivity" fue el último videoclip filmado para ese disco.
En noviembre del 2011 la banda anuncia a través de su Facebook que se encuentran grabando un nuevo disco con el productor Alberto Ortiz. Al mismo tiempo su disco "Elevarse" cumple un año de estar en los tops de la plataforma bandcamp, alcanzando 250 mil reproducciones en el mes de diciembre. Además son nominados como "Mejor Artista Costa Rica" en los premios 40 Principales 2011 realizados en España.
A principios del año 2012 la banda se presenta en escenarios masivos como la Barra Imperial, el Parque Morazán, la Estación del Atlántico, los Carnavales de Puntarenas junto a Ky-Mani Marley y anuncian su participación de tres conciertos durante el Festival Internacional de las Artes 2012.

## Hacer Ecoo(2012)
En abril del 2012 la banda presenta el primer sencillo de su producción Hacer Ecoo titulado "Siente", con un audiovisual dirigido por Neto Villalobos. La canción ingresa en la programación de todas las radios y canales juveniles costarricenses y logra estar trece semanas dentro del top 10 de la emisora 979. Además la canción entra en programación en radios y canales de Panamá, México, España, Venezuela, Colombia, Honduras, Guatemala y Nicaragua, alcanzando en este último gran popularidad entre medios y público. [10].

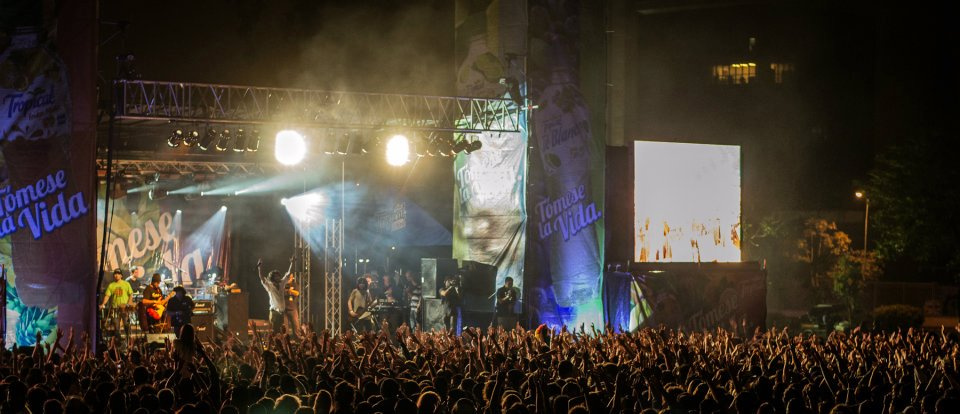
Concierto en el parque La Sabana 2012.

La banda presenta el 12 de mayo oficialmente Hacer Ecoo en un concierto masivo en las instalaciones del Ministerio de Cultura donde convocan a más de 4000 personas. A finales de ese mismo mes, el disco se convierte en uno de los más populares de la plataforma estadounidense Bandcamp alcanzando 100 mil reproducciones en tres semanas, con lo cual ingresa a los top 10 de las categorías más importantes de esa plataforma.
A mitad de junio, la banda inicia su primera gira internacional: "Hacer Ecoo", con 15 fechas en países como Nicaragua, Panamá y México además de ser invitados como teloneros de Los Amigos Invisibles en su concierto en Costa Rica . [11] Archivado el 17 de junio de 2012 en Wayback Machine..
En el 2013, producto de su gira por México la banda conoce al rapero y precursor del Hip Hop mexicano Pato Machete y colaboran para liberar el segundo sencillo del disco: “Pa romper la rutina”, con un concierto masivo en San José y un video filmado en Nicaragua. [12]
La canción logra entrar al top 10 de las radios los 40 principales y 979, logrando ser una de las canciones costarricenses más escuchadas en la radio durante el 2013. [13]
Durante el mes de octubre viajan a New York para ser parte del festival más grande de la ciudad, el CBGB Music Festival, donde realizan cuatro presentaciones.
En noviembre son parte del festival Warp Weekend donde comparten escenario con Café Tacuba. El 2014 lo inician siendo parte del Envision Festival en su país, viajando a Nicaragua para ser parte del Festival Como Agua de Mayo junto a Bomba Estéreo y Cultura Profética además de ir en octubre a Perú como headliners del Festival Sélvamonos en su edición del 2013 junto a bandas como Chico Trujillo y Novalima, cerrando el escenario principal la primera noche.
A inicios del 2015 liberan el sencillo “Donde Vamos” junto al DJ/ Productor Bartosz Brenes, alcanzando de nuevo el número 1 de las listas de popularidad de la emisora 959 en su país, además de empezar a recibir atención de medios internacionales.

## Chúcaro(2016)
A inicios del 2015 la banda anuncia el inicio del proceso de grabación de su tercer larga duración bajo la producción del costarricense Mario Miranda y el colombiano Felipe Álvarez de Polen Records, contando con el apoyo de la marca de bebidas energéticas Red Bull. El disco es grabado en Costa Rica y mezclado en Bogotá y Los Ángeles en el Red Bull Studio.
Paralelo a la grabación la banda se presenta en diversos escenarios como el Festival Internacional de las Artes Costa Rica junto a No Te Va Gustar y viajan en octubre a México para presentar parte de las canciones del álbum como teloneros de Los Pericos en un concierto lleno en el Plaza Condesa.
El 22 de enero de 2016 la banda publica vía Noisey y Remezcla el primer sencillo del álbum, “Chúcaro”, acompañado de un vídeo filmado en Guatemala. La canción ingresa de número 2 al Top 50 Viral Spotify Costa Rica manteniéndose varios días de número 1. Logra ser número 1 en la radio juvenil 959 durante varias semanas y además es seleccionada por editores de la plataforma Spotify en la lista de Mejor Latino Alternativo durante el 2016.
El álbum se publica el 26 de febrero de 2016 contando con colaboraciones del jamaiquino Andrew Tosh, la guatemalteca Estefani Brolo y el panameño Lilo Sánchez. Varias de sus canciones son seleccionadas por editores de Apple Music, Spotify y Deezer entre la mejor música nueva iberoamericana. Logra además recibir atención y aceptación de la prensa internacional en distintas partes del mundo como con la revista Exclaim!, Blurt Magazine, PRI's The World entre otros.
En marzo se presentan con éxito en el Festival South By Southwest 2016 en Austin, Texas, siendo seleccionados como Mejores Artistas Por Ver por medios como KEXP, KUT, Remezcla, Austin Chronicle, Austin American Statesman, The Deli Magazine y Flavorwire entre otros.
El álbum es oficialmente presentado el 26 de abril en el marco de la Semana Universitaria de la Universidad de Costa Rica en un concierto multitudinario de más de dos horas de duración.

## CAMALOVE(2022)

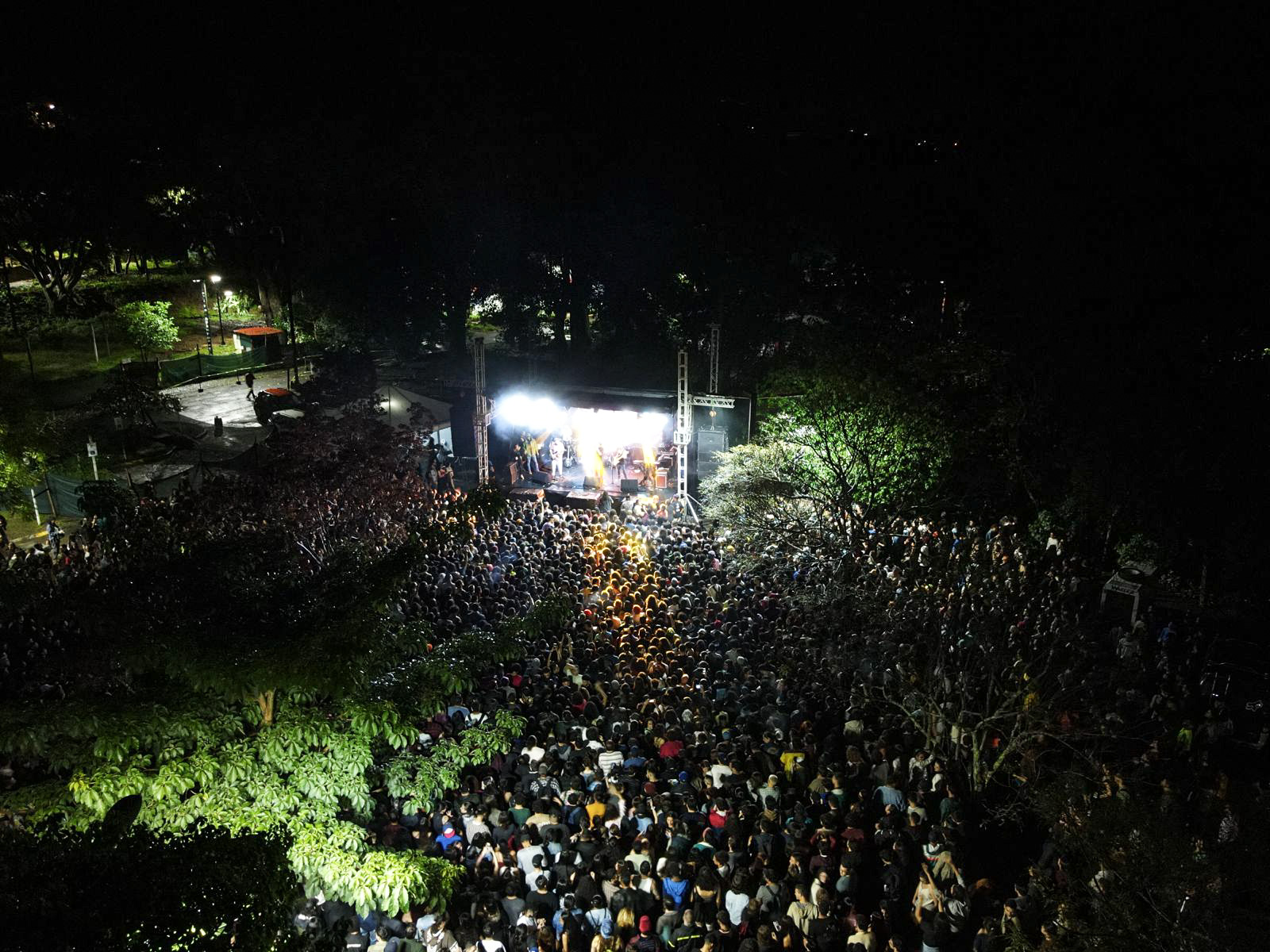
Cocofunka en vivo en Heredia presentándose en la Universidad Nacional en octubre de 2022.

A inicios del 2021 la banda publica la canción Miledi con la colaboración de la artista costarricense Debi Nova y anuncia que están trabajando en un nuevo disco llamado CAMALOVE, por primera vez produciendo y grabándolo ellos mismos y finalizando en mezcla con el ingeniero inglés Dilip Harris (King Krule, Benee). A finales de abril de 2022 estrenan el sencillo Toys & Guns junto al artista Toledo y su video logra posicionarse la primera noche entre los 10 videos más populares en Costa Rica. Es el 6 de mayo de 2022 que liberan el disco completo conteniendo 11 temas y colaboraciones con artistas como Néstor de Nonpalidece, Andrea Cruz, Sofía Stainer y Marissa Murr, alcanzando el millón de reproducciones a los dos meses del lanzamiento. La banda incluye como bonus track en este disco la canción Asturión que aparece en la segunda temporada de la serie ‘Siempre bruja’ de Netflix.
A lo largo del año la banda se presenta en distintos escenarios agotando todas las entradas y cerrando un concierto multitudinario en Heredia en el marco de cierre de la Semana Universitaria de la Universidad Nacional de Costa Rica. También fueron parte del Festival Pícnic en su edición 2022, festival de música más grande de la región.
Luego de una serie de sold outs la banda presenta CAMALOVE el 18 de marzo del 2023 en el Parque Nacional cerrando el Festival Transitarte. Este concierto logra una convocatoria de más de 15.000 personas y marca el récord de mayor asistencia registrada en la historia del popular festival josefino y uno de los conciertos más masivos en la historia de la música costarricense. El 28 de abril del 2023 la banda es la encargada de cerrar el multitudinario concierto de la Semana Universitaria de la Universidad de Costa Rica, llegando a convocar a más de 11.000 personas. En total la gira los lleva por 11 fechas a lo largo de Costa Rica, convocando en total a más de 50.000 asistentes.

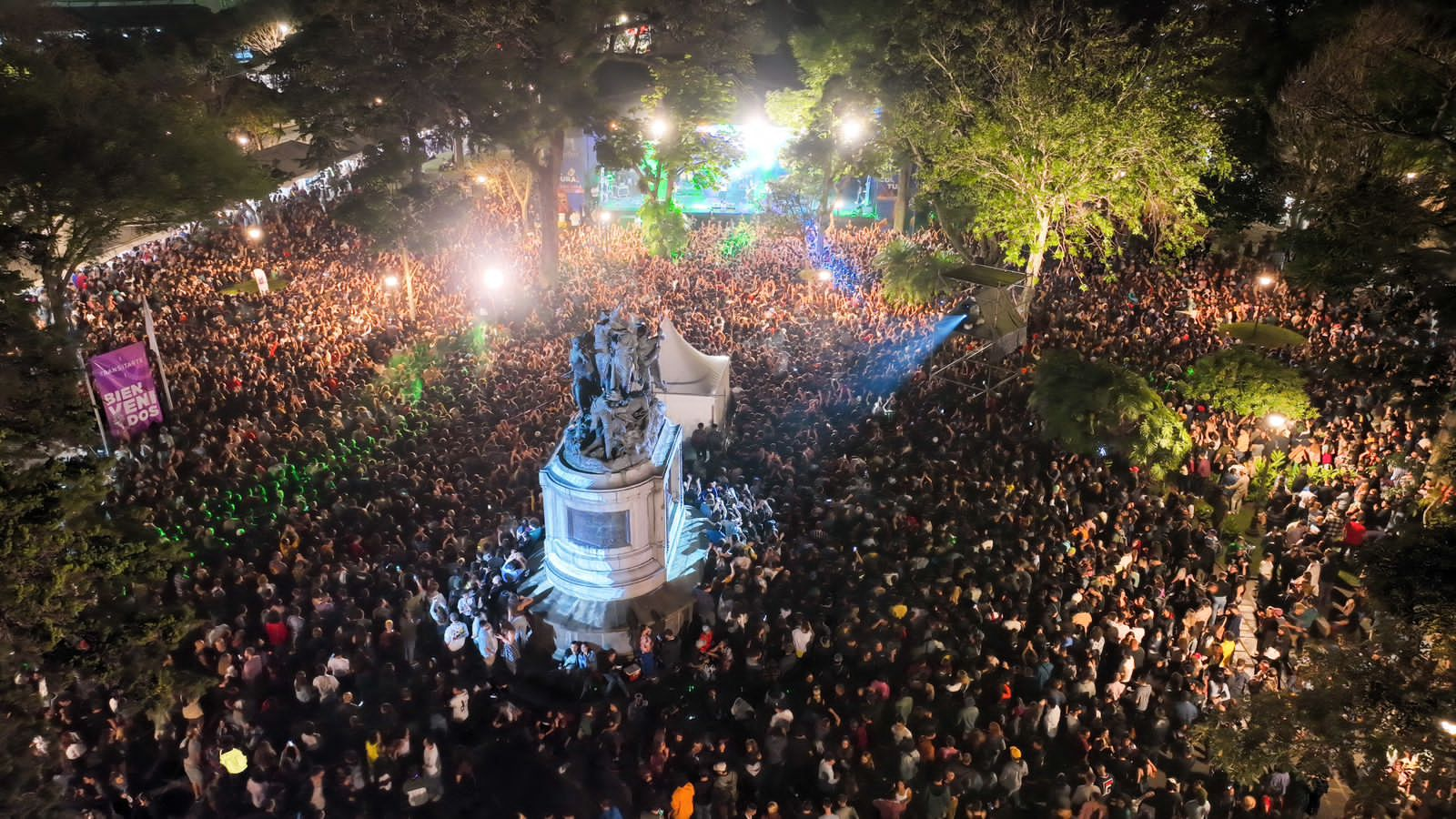
Cocofunka en vivo en el Festival Transitarte, San José, marzo de 2023

En agosto de 2023 la banda recibe el premio al Artista Más Sonado Costa Rica en la séptima edición de los Premios Estela en Guatemala. A finales de ese año, la banda alcanza el estatus de la banda de rock más escuchada de Costa Rica en la plataforma Spotify.

## Influencias
- La canción Suele suceder está basada en el libro El Emperador Tertuliano y la Legión de los Superlimpios del escritor costarricense Rodolfo Arias 1.
- La canción Luces está inspirada en las celebraciones luego del desempeño de la selección de Costa Rica durante la Copa Mundial de la FIFA Brasil 2014.[26]
- El álbum CAMALOVE fue compuesto y grabado durante las cuarentenas resultantes de la pandemia por COVID en Costa Rica. 1.

## Discografía

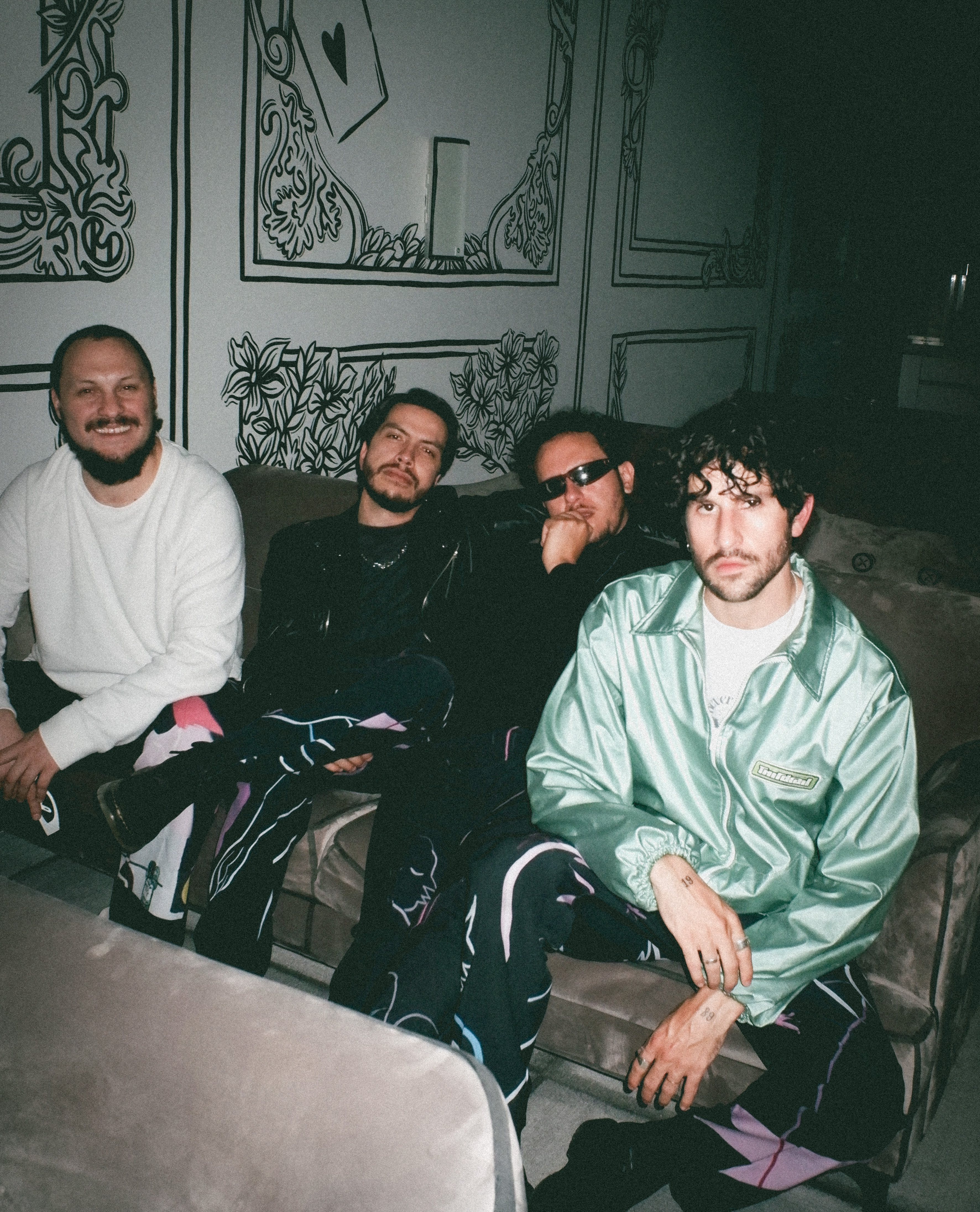
Cocofunka en la era CAMALOVE

| Año  | Disco                                               | Sello discográfico | Tipo de grabación |
| ---- | --------------------------------------------------- | ------------------ | ----------------- |
| 2009 | EP                                                  | Independiente      | Estudio           |
| 2010 | La banda sonora de una película que jamás vas a ver | Independiente      | Compilado         |
| 2010 | Elevarse                                            | Independiente      | Estudio           |
| 2012 | Hacer Ecoo                                          | Independiente      | Estudio           |
| 2016 | Chúcaro                                             | Independiente      | Estudio           |
| 2022 | CAMALOVE                                            | Independiente      | Estudio           |

## Sencillos
- La Criminal - agosto de 2009
- Suele Suceder - febrero de 2010
- Hombre De Guerra - septiembre de 2010
- Elevarse - octubre de 2010
- Vida Moderna - mayo del 2011
- Positivity - octubre de 2011
- Siente - abril de 2012
- Pa Romper La Rutina ft. Pato Machete - agosto de 2013
- Donde Vamos ft. BETABOM - julio de 2014
- Chúcaro - enero de 2016
- Asturión - mayo 2019
- Mileidi ft. Debi Nova- marzo 2021
- Toys & Guns ft. Toledo - abril 2022
- Paredes ft. Nestor Nonpalidece - mayo 2022

### Videoclips
| Año  | Video                                  | Director                                             | Enlace |
| ---- | -------------------------------------- | ---------------------------------------------------- | ------ |
| 2009 | La Criminal                            | Nicolás Wong                                         | [1]    |
| 2010 | Elevarse                               | Nicolás Wong y Alexandra Latishev                    | [2]    |
| 2010 | Hombre de guerra ( A Nation for peace) | Lores de Sousa                                       | [3]    |
| 2011 | Vida Moderna                           | Nicolás Wong, Alexandra Latishev y La Linterna Films | [4]    |
| 2011 | Positivity                             | Nicolás Wong, Juan Diego Solís y La Linterna Films   | [5]    |
| 2012 | Siente                                 | Neto Villalobos, Nicolás Wong                        | [6]    |
| 2013 | Pa Romper La Rutina                    | Pablo Sandí                                          | [7]    |
| 2014 | Donde Vamos                            | Alejandro Bonilla y Alonso Fonseca                   | [8]    |
| 2016 | Chúcaro                                | Giuseppe Badalamenti                                 | [9]    |
| 2016 | Coleccionista                          | Lores De Sousa                                       | [9]    |
| 2019 | Asturión                               | Diego Ruiz y Naza Quiros                             |        |
| 2021 | Mileidi                                | Roberto Montero                                      |        |
| 2022 | Toys & Guns                            | Balto                                                |        |